# Trophomera leptosoma
Trophomera leptosoma is een rondwormensoort uit de familie van de Benthimermithidae. De wetenschappelijke naam van de soort is voor het eerst geldig gepubliceerd in 1981 door Petter.